# Phyllomys nigrispinus
Phyllomys nigrispinus (чорноголковий атлантичний деревний щур) — вид гризунів родини щетинцевих, що мешкає в південно-східній Бразилії, в основному уздовж берегової зони, хоча вид поширений і вглиб континенту в штат Сан-Паулу. Живе в основному в області широколистяних вічнозелених тропічних лісів, але також може зустрічатись у напівлистопадному лісі.

## Морфологія
Середній за розмірами вид; існують істотні морфологічні відмінності всередині та між популяціями. Верх червонувато-коричневий з прожилками чорного, одягнений у відносно вузьке (1 мм), середньої довжини (27 мм), чорне остюкове волосся, з тонкими, батогоподібними кінчиками. Черевний колір надзвичайно різноманітний, починаючи від жовтувато-білого до жовтувато-сірі, волосся зазвичай біле біля основи.

## Загрози та охорона
Ліси, в яких живе цей гризун постійно зменшуються і фрагментуються. Вид зустрічається на деяких природоохоронних територіях.